# Sint-Nicolaaskerk (Altenbruch)
De Sint-Nicolaaskerk (Duits: St.-Nicolai-Kirche) in Altenbruch bij Cuxhaven in de Duitse deelstaat Nedersaksen is een lutherse kerk. De kerk staat op een warft, zodat het gebouw bij overstromingen droog bleef en voor de bevolking van het omliggende land een toevluchtsoord was. Het land om de kerk was vroeger een kerkhof; de geborgen grafzerken werden in de kerk tegen verwering bewaard en opgesteld.
De Nicolaaskerk is een zogenaamde Bauerndom, een titel voor een drietal kerken in de streek Hadelingen, die alle gemeen hebben dat zij door de boeren uit de omgeving werden opgericht en gefinancierd. Dankzij de bijzonder vruchtbare grond waren deze boeren tot aanzienlijke rijkdom gekomen, waarvan het rijke interieur van de kerk nog getuigt. De andere boerenkathedralen zijn de Sint-Severuskerk te Otterndorf en de Sint-Jacobuskerk te Lüdingworth.

## Geschiedenis

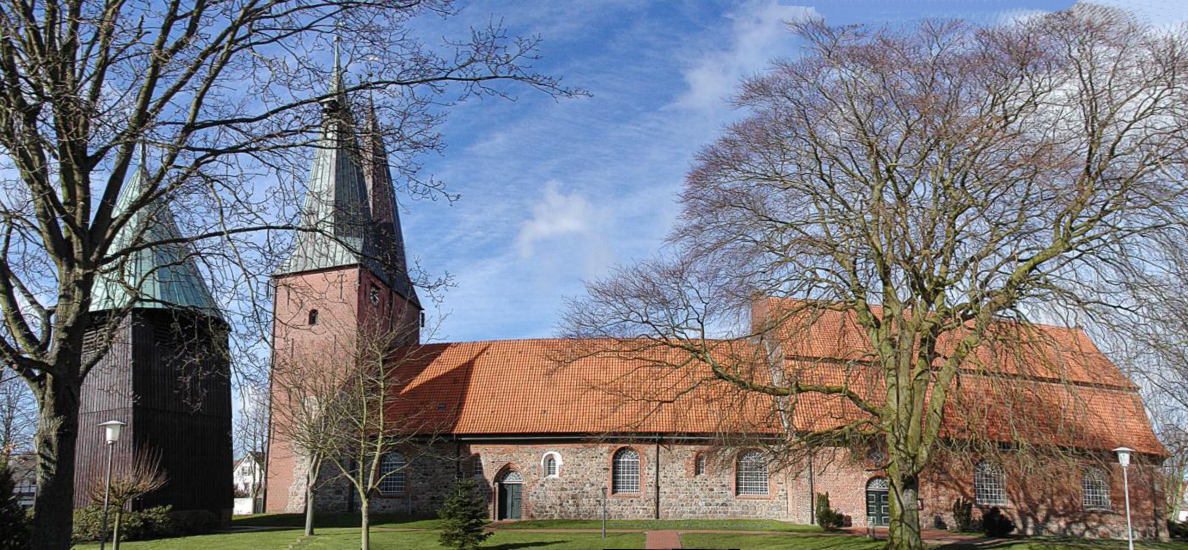
De kerk vanuit het zuiden

Voor het eerst wordt in 1280 gewag gemaakt van een kerk, als een pastoor voor Altenbruch genoemd wordt. Men kan er echter van uitgaan dat het kerkgebouw ouder is. Het oudst bekende kerkzegel is uit het jaar 1333 en toont twee zittende bisschoppen. Waarschijnlijk zijn het de heiligen Nicolaas en Willehad. Sint-Nicolaas is de patroon van de kerk en schutspatroon van de zeelieden, terwijl Sint-Willehad als missionaris werkte onder de Saksen. Met de invoering van de reformatie in 1526 werd de Sint-Nicolaaskerk de zetel van de superintendent en hoofdkerk van Hadelingen. In de torens van de kerk werden de archieven van de overheid ondergebracht.
Friezen en Saksen werkten binnen de kerkgemeenschap uitstekend samen en in het bestuur van de kerkgemeenschap wisselden de beide bevolkingsgroepen zich af.

## Omschrijving
De kerk is als eenbeukige veldsteenkerk met tongewelf en een tweelingtoren op een kunstmatige verhoging gebouwd. De tweelingtoren van de kerk was tegelijkertijd een herkenningsteken voor zeelieden, op veel oude land- en zeekaarten wordt de kerk dan ook prominent afgebeeld. De massief gebouwde toren splitst zich boven de nok in twee met koper bedekte spitsen, die in de volksmond Anna en Beate worden genoemd. Het romaanse kerkschip en de tweelingtoren dateren uit de 13e tot begin 14e eeuw. In de jaren 1493-1494 werd het gebouw naar het oosten met een koor vergroot. Wegens bouwvalligheid werd dit koor in 1727-1728 afgebroken en vervangen door een nieuw barok koor. Opvallend is de grootte van het koor, die de toenmalige rijkdom van de boeren in deze streek toont. Tegen het einde van de 15e eeuw werden er gotische verbouwingen aan de kerk uitgevoerd. Uit deze periode stammen de spitsbogige vensters en de houten eiken deuren aan de noord- en zuidzijde. De klokken hangen in een vrijstaande houten klokkentoren ten zuiden van de tweelingtoren. Deze houten toren werd in het jaar 1647 gebouwd. Aan de oostgevel bevindt zich een beeld van zandsteen. Het beeld dateert uit het jaar 1727 en stelt de heilige Nicolaas voor.

## Inrichting
- Markant zijn de kerkbanken en de twee galerijen. De rijen van de 18e-eeuwse kerkbanken met houtsnijwerk werden voorzien van toegangsdeurtjes, waarvan veel zijn voorzien van de familiewapens van de boeren. Aan de wapens valt te herkennen of de familie tot de Friese dan wel de Saksische stam hoorde. Friese en Saksische namen wisselen elkaar in de rijen af. In de banken namen volgens de overlevering de vrouwen plaats. De mannen zaten op een van de beide galerijen. Aan de zuidelijke galerij sluit zich in de richting van het altaar een biechtstoel aan. Tot 1840 was de persoonlijke biecht ook bij de lutheranen in Hadelingen nog een gebruikelijk ritueel.
- In de kerk bevinden zich tien voornamelijk 17e- en 18e-eeuwse schilderijen, te weten: de Geboorte van Christus (1639); een voorstelling van de Drie Heilige Koningen; Gethsemane; De Barmhartige Samaritaan; Het dragen van het Kruis (1694); Het laatste oordeel (1718) en een aantal 17e-eeuwse portretten van predikanten.
- Het vleugelaltaar dateert uit de 15e eeuw en wordt toegeschreven aan de Bremer meester Johann Voß. Het altaar toont diverse scènes van de kruisiging van Christus. Bij een renovatie van 1897 werd de renaissancebekroning door een neogotische vervangen en een goudkleurige achtergrond aangebracht.
- In de 18e eeuw werd boven het houten koorhek met de koorbanken een kansel geplaatst. Op de kansel zijn acht houten reliëfs met Bijbelse voorstellingen aangebracht. Het klankbord uit 1610 draagt twee elkaar kruisende regenbogen met aan de top de gekruisigde Christus en aan Zijn voeten Maria en Johannes. Daaromheen zijn barokke beelden van vrouwen en engeltjes gegroepeerd.
- Een merkwaardig en uniek deel van het interieur betreft een cel links naast het altaar in de koorruimte waarin gevangenen een dienst konden bijwonen.
- Een van de oudste voorwerpen is de 14e-eeuwse bronzen doopvont. Vermoedelijk was de ketel te verwarmen; in die periode werden kinderen bij de doop nog volledig in het doopbekken ondergedompeld. De houten opbouw met het symbool van de Heilige Geest, een duif, aan de top werd in 1672 gemaakt.

## Afbeeldingen

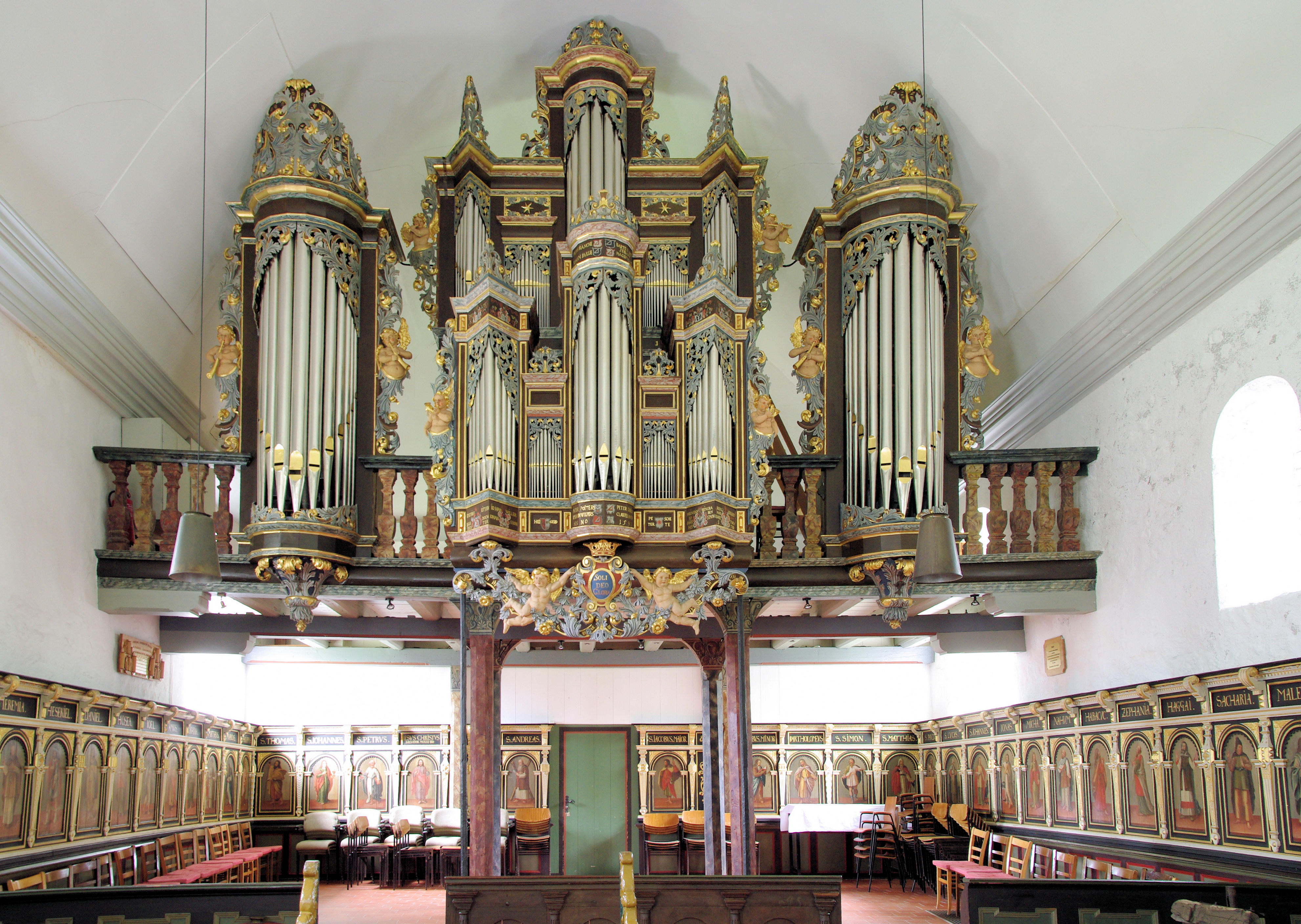
Het orgel
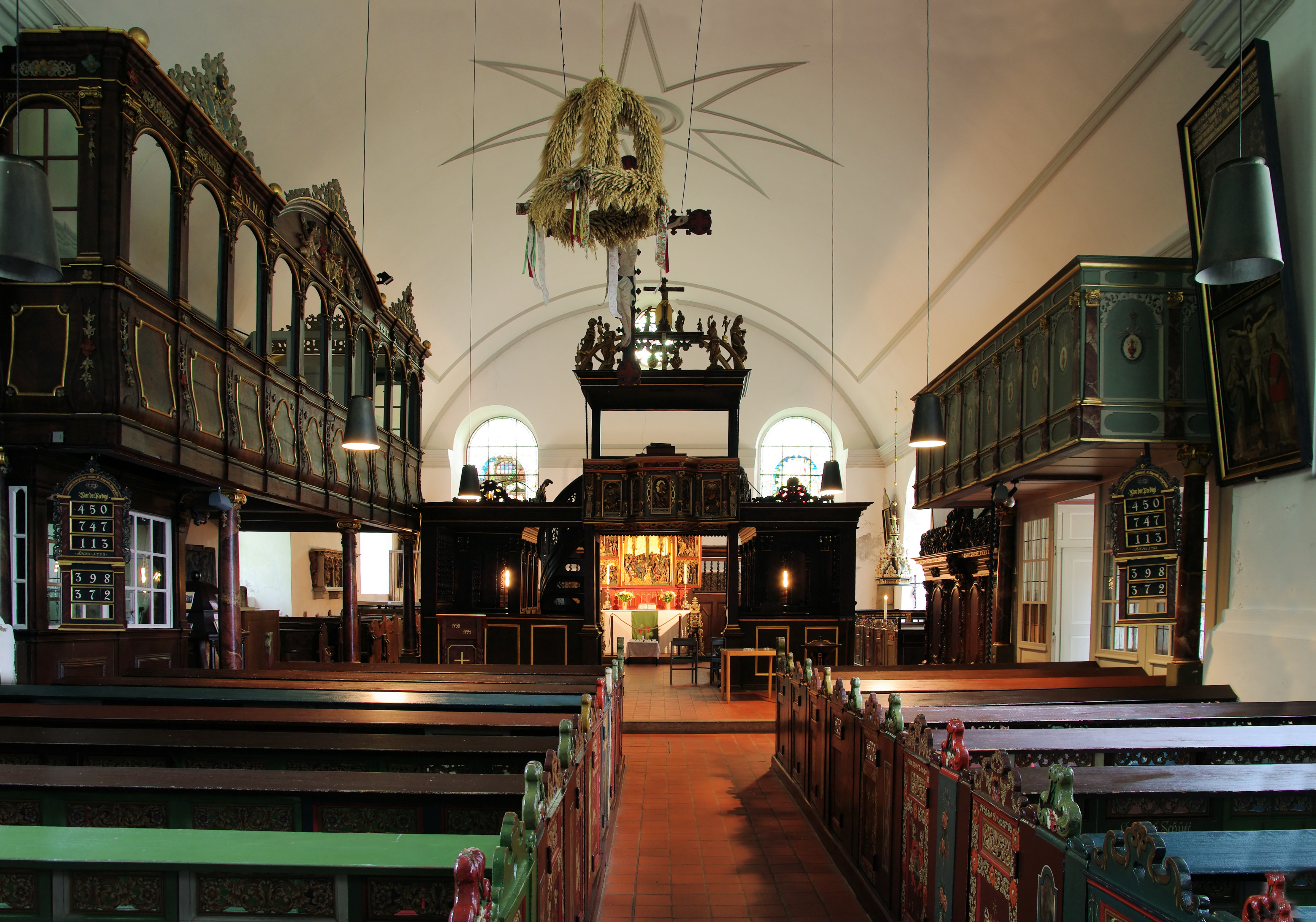
Interieur
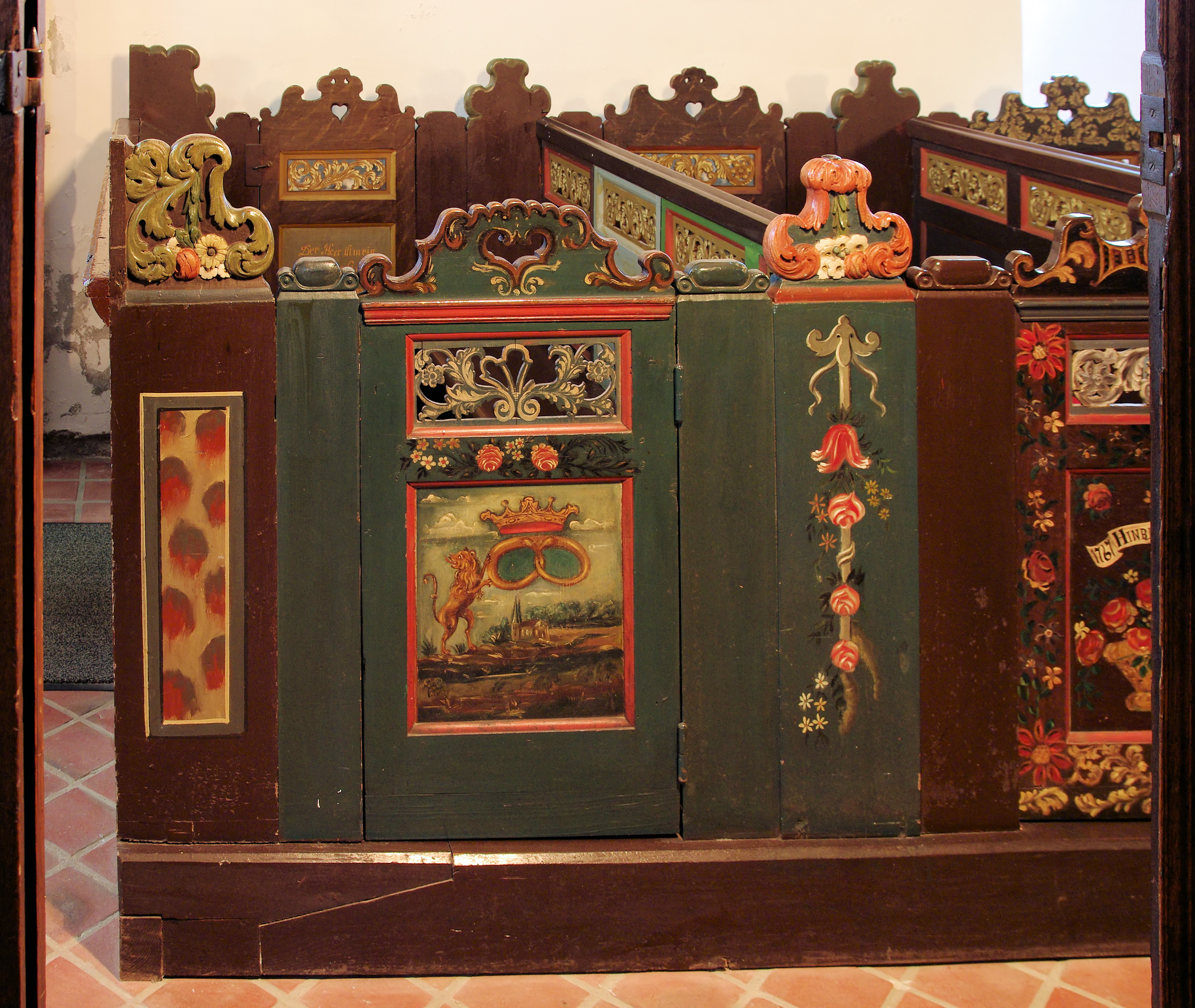
Toegang kerkbank
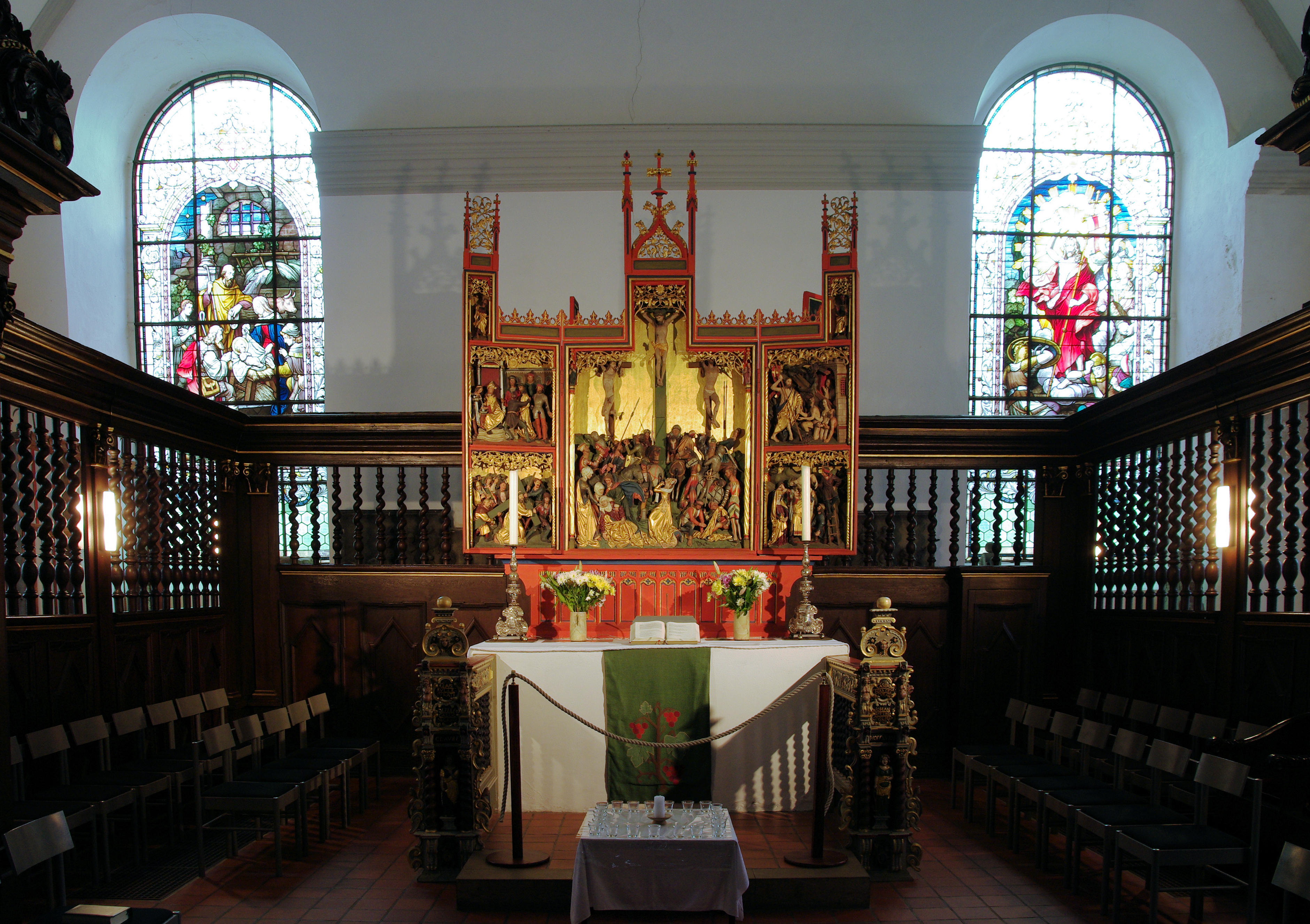
Vleugelaltaar
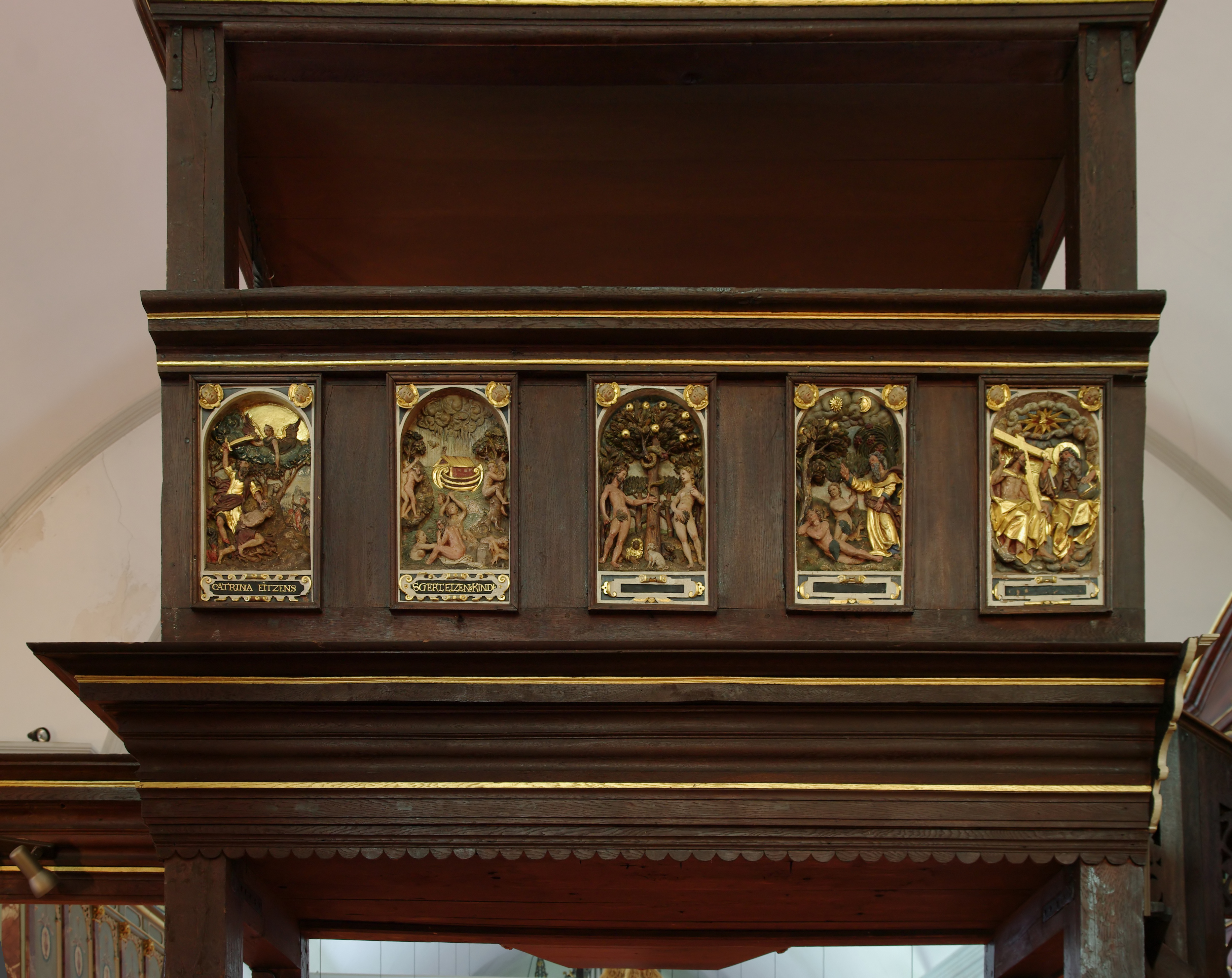
Kansel
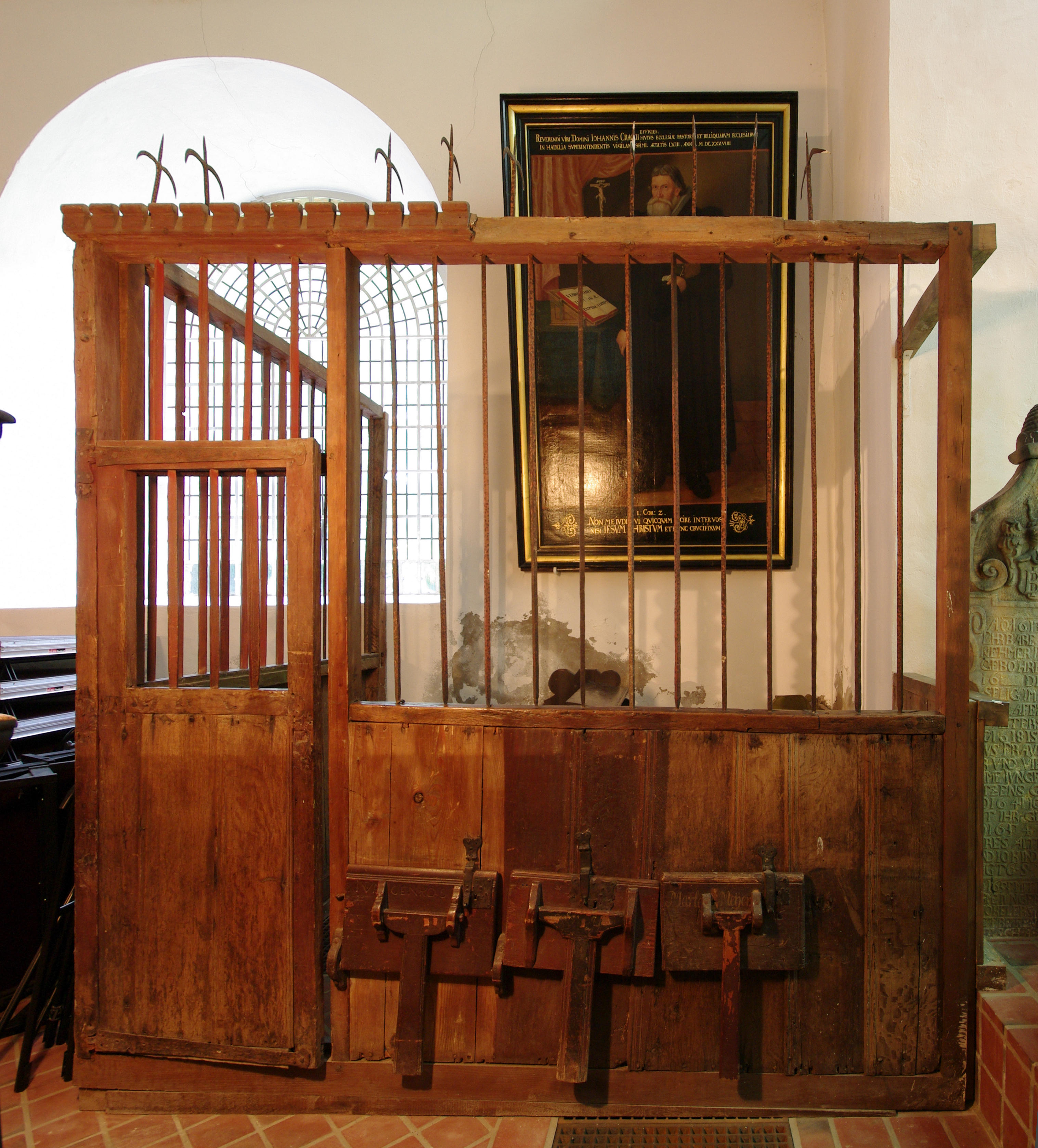
Kerkcel
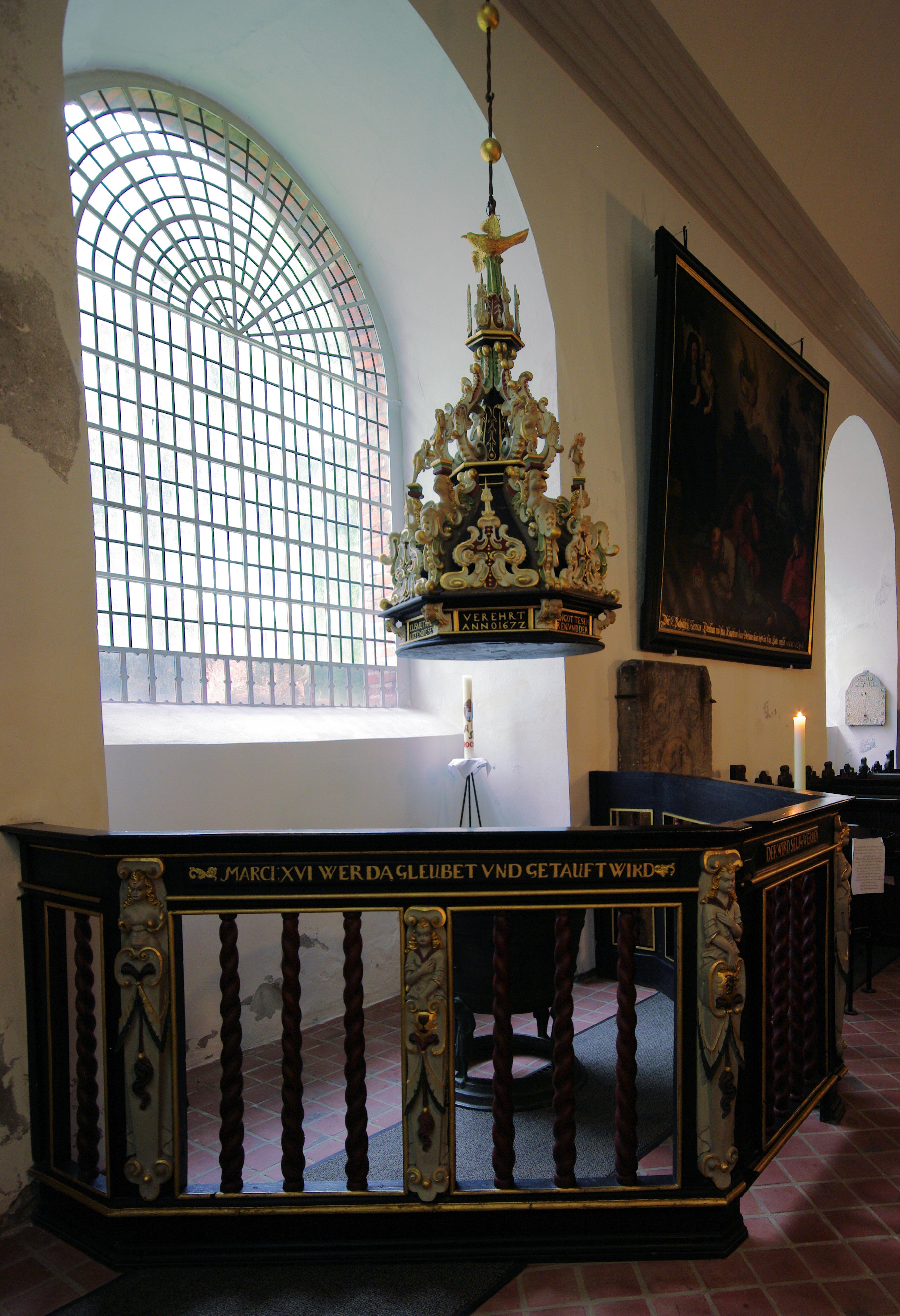
Doopvont